# Terry Bradshaw
Terry Bradshaw (ur. 2 września 1948) – amerykański aktor i futbolista.

## Filmografia
seriale
- 1990: Blossom jako trener Morton
- 1995: Brotherly Love
- 1995: Świat według Bundych jako on sam
- 1997: Wszyscy kochają Raymonda jako on sam
- 2000: Zwariowany świat Malcolma jako trener Clarence
- 2002: 8 prostych zasad jako Steve Smith
- 2017: Współczesna rodzina jako on sam

film
- 1978: Kaskaderzy jako Sherman
- 1980: Mistrz kierownicy ucieka 2 jako on sam
- 2006: Rodzinne rozgrywki jako Will Gilbert
- 2006: Miłość na zamówienie jako Al
- 2017: Bękarty jako Terry Bradshaw

## Wyróżnienia
Posiada swoją gwiazdę w Hollywoodzkiej Alei Gwiazd.